# 오스카리 토코이
안티 오스카리 토코이(핀란드어:  Antti Oskari Tokoi, 1873년 5월 15일 ~ 1963년 4월 4일)는 핀란드의 사회주의 정치인으로, 핀란드 사회민주당 지도자로 활동했다. 1918년 단명한 적핀란드 혁명정부에서 토코이는 조달대표로 활동했다. 내전에서 사회주의자들이 패배한 뒤 러시아로 도피했다가 영국이 조직한 무르만스크 군단에서 활동했고 이후 미국으로 망명하여 여생을 보냈다.